# Trichopteryx stolziana
Trichopteryx stolziana är en gräsart som beskrevs av Johannes Jan Theodoor Henrard. Trichopteryx stolziana ingår i släktet Trichopteryx och familjen gräs. Inga underarter finns listade i Catalogue of Life.